# Antoni IV (patriarcha Konstantynopola)
Antoni IV, gr. Αντώνιος Δ, Antōnios IV (zm. 1397 w Konstantynopolu) – patriarcha Konstantynopola od 12 stycznia 1389 do lipca 1390 i od marca 1391 do maja 1397.

## Życiorys

### Pierwszy patriarchat
Do chwili wyboru Antoni był mnichem, prawdopodobnie w atoskim klasztorze Świętego Dionizego. Pod koniec panowania Jana V Paleologa zastąpił na tronie patriarszym Nila Kerameusa. Zaraz po wstąpieniu Antoniego na konstantynopolitańską katedrę zwołany w lutym 1389 r. synod potwierdził złożenie i ekskomunikowanie metropolity kijowskiego Pimena, zatwierdzając na czele Kościoła ruskiego świętego Cypriana. W tym samym roku Antoni przesłał wraz z wysłanym na Ruś Cyprianem list do nowogrodzian z zaleceniem podporządkowania się jurysdykcji metropolity kijowskiego. Nowogrodzianie nie posłuchali i w 1393 r. patriarcha zwrócił się do nich ponownie w tej samej sprawie. Jeszcze w 1389 r. Antoni posłał egzarchę Grzegorza do zajętych przez Osmanów zachodnich diecezji dla zebrania dochodów kościelnych. 14 kwietnia 1390 Jan VII Paleolog obalił przy pomocy Turków dziada Jana V, i zajął jego tron (kwiecień–wrzesień 1390), patriarchą w miejsce Antoniego został wówczas ponownie Makary (1390–1391).

### Drugi patriarchat
Wkrótce po obaleniu Jana VII i objęciu władzy w państwie przez cesarza Manuela II (1391–1425), Antoni został przywrócony na stolicę patriarszą. W lutym 1392 r. patriarcha koronował cesarza i serbską księżniczkę Helenę Dragasz. Pod koniec XIV wieku Bizancjum w następstwie ekspansji Turków Osmańskich znalazło się w trudnej sytuacji politycznej. Antoni uczestniczył w organizowaniu pomocy Cesarstwu do walki z Turkami, próbował podnieść prestiż Konstantynopola, uważnie śledził sytuację w podległych mu eparchiach (w tym na Rusi i Wołoszczyźnie).
Dowiedziawszy się, że w Moskwie przestano wspominać podczas liturgii cesarza bizantyńskiego, Antoni wysłał do wielkiego księcia Wasyla I około 1393 r. list, w którym wyrzucał mu odmowę okazywania Konstantynopolowi należnej i starodawnej czci Pisał: „nie jest możliwe dla chrześcijan aby mieli kościół, a nie mieli cesarza”. Wspomnienie cesarza zostało przywrócone. W latach 90. XIV wieku Antoni udaremnił próbę zajęcia przez biskupa łuckiego Jana tronu metropolitalnego w Haliczu dzięki pomocy króla polskiego Władysława Jagiełły (1386–1434). Król (do 1392 r. zachowujący tytuł Wielkiego Księcia Litewskiego) wystąpił do patriarchy o zwołanie soboru w celu podjęcia rozmów na temat zjednoczenia Kościoła greckiego z Kościołem rzymskim, w czym poparł go metropolita Cyprian. W swojej odpowiedzi (1397) Antoni wskazał na nieodpowiednią porę dla realizacji podobnych zamierzeń i prosił polskiego króla o połączenie się z Zygmuntem Luksemburskim, królem Węgier, w celu odparcia Turków, podchodzących pod Konstantynopol.
Dla rozstrzygania sporów Antoni wielokrotnie wysyłał swoich przedstawicieli na Wołoszczyznę (1395, 1397) oraz na Ruś (w 1393 r. arcybiskup Betlejem Michał rozstrzygnął kwestię przeniesienia Niżnego Nowogrodu i Gorodca z diecezji suzdalskiej pod bezpośrednią jurysdykcję metropolity). Specjalnym dekretem Antoni zatwierdził statut (Typikon) Góry Athos (1394). Około 1397 r. patriarcha napisał na Ruś do księcia Wasyla I i metropolity Cypriana, wzywając do okazania pomocy finansowej, w odpowiedzi do Konstantynopola została wysłana znaczna suma pieniędzy.